# آب‌انبار امامزاده
آب‌انبار امامزاده مربوط به دوره صفوی است و در ندوشن، جنب امامزاده مامانیک واقع شده و این اثر در تاریخ ۲۲ مرداد ۱۳۸۴ با شمارهٔ ثبت ۱۳۰۲۳ به‌عنوان یکی از آثار ملی ایران به ثبت رسیده است.